# Manisaspor
Manisaspor ist ein türkischer Fußballverein aus Manisa. Der Verein spielte in den 2000er und 2010er Jahren insgesamt sechs Spielzeiten in der Süper Lig und befindet sich in deren Ewigen Tabelle auf dem 43. Platz. Seine bisher beste Zeit erlebte der Verein nach der Übernahme im Jahr 2000 des Elektronikkonzerns Vestel. Fortan nannte sich der Verein offiziell Vestel Manisaspor. Mit fünf Drittligameisterschaften ist der Verein gemeinsam mit Elazığspor Rekordmeister der TFF 2. Lig, der dritthöchsten Spielklasse im türkischen Profifußball.
Unter der Leitung von Ersun Yanal spielte man in der Saison 2005/06 erstmals in der Vereinsgeschichte in der höchsten türkischen Spielklasse, der Süper Lig. Nachdem Vestel im Jahr 2007 seinen Rückzug als Namensgeber bekanntgab, nahm der Verein wieder seinen alten Namen an. In der Türkei ist Manisaspor für seine gute Talentsichtung und Jugendarbeit bekannt, der Verein brachte Spieler wie Selçuk İnan, Hakan Balta, Caner Erkin und Filip Hološko hervor.

## Geschichte

### Beginn und Aufstieg
Manisaspor wurde 1931 ursprünglich als Sakaryaspor gegründet, als Vereinsfarben wurden Schwarz und Weiß ausgewählt. Schon in frühen Jahren war der Verein regional erfolgreich, so konnte die Manisa Amatör şampiyonluk (Amateurmeisterschaft Manisa) 15 mal gewonnen werden. Während des Zweiten Weltkriegs trug der Verein keine Spiele aus und nahm den Spielbetrieb 1946 wieder auf, 1954 konnte man Dritter in der Amatör Kulüpler Şampiyonası Türkiye (Türkische Amateurliga) werden. 1964 wurde dem Verein gestattet, an der professionellen 1. Lig teilzunehmen, hier benannte man sich um in Manisa Sakaryaspor. Am 15. Juni 1965 wurde dann der bis heute gültige Name Manisaspor bekanntgegeben, die Vereinsfarben wurden beibehalten. Der Verein fristete sein Dasein bis zum Jahre 2000 als eher unbedeutender Verein in der Lig B und der Üçüncü Lig. Dies sollte sich jedoch radikal ändern, als der in Manisa ansässige Konzern Vestel den Verein übernahm. Die Vereinsfarben Schwarz und Weiß wurden um Rot ergänzt, der Vereinsname wurde zu Vestel Manisaspor erweitert. Vestel ist der drittgrößte europäische Hersteller für Haushaltsgeräte und Unterhaltungselektronik.
In der Saison 2000/01 gelang der sofortige Aufstieg in die Lig B, in der darauffolgenden Saison 2001/02 stieg der Verein erstmals in die Lig A auf. Zum ersten Mal sorgte der Verein mit der Verpflichtung des ehemaligen Nationaltrainers Mustafa Denizli für Aufsehen. Jedoch musste Denizli wegen eines enttäuschenden 4. Platzes in der Saison 2003/04 seinen Trainerstuhl räumen. In der Saison 2004/05 sicherte sich der Verein drei Spieltage vor dem Saisonende den Aufstieg in die Süper Lig. Mit der Verpflichtung des ehemaligen Nationaltrainers Ersun Yanal und namhafter Spieler wie Lukáš Zelenka erreichte der Verein in seiner ersten Saison in der höchsten Spielklasse einen Platz in der Tabellenmitte, in der Saison 2006/07 entwickelte der Verein sich jedoch zum Phänomen. Nach neun Spieltagen führte Manisaspor bereits mit sechs Punkten Vorsprung auf Fenerbahçe Istanbul die Tabelle an, zum Saisonende belegte die Mannschaft jedoch nur Platz 12. Am 2. September 2007 gab Vereinspräsident Haluk Çubukçu bekannt, dass sich Vestel als Namensgeber zurückziehe. Am Ende der Saison 2007/08 stieg Vestel Manisaspor in die zweite Liga ab und änderte seinen Namen wieder in Manisaspor. In der Saison 2008/09 gelang der direkte Wiederaufstieg in die Süper Lig. Als Aufsteiger der Saison 2009/10 konnte man am Saisonende mit dem 14. Platz den Klassenerhalt sichern. Im Jahr 2012 musste die Mannschaft aber als Vorletzter der Saison absteigen. 2015 folgte ein weiterer Abstieg in die 3. Liga.

Altes Logo mit Vestel-Schriftzug

## Fans
Die Fans von Manisaspor nennen sich Tarzanlar (Die Tarzans), dieser recht eigenwillige Name entstand nach dem Namenspaten Tarzan von Manisa, dessen echter Name Ahmet Bedevi war. Bedevi war ein Veteran des Ersten Weltkrieges, der nach Kriegsende sein gesamtes Vermögen an Bedürftige spendete und sich in die Wälder von Manisa zurückzog, um sich dort der Wiederaufforstung der Wälder zu widmen. In der Stadt genießt der Verein, insbesondere seit dem ersten Aufstieg der Geschichte in die Süper Lig, eine relativ treue Gefolgschaft. In Manisa oder in der Provinz lebende Leute, die Fans der drei großen Vereine Galatasaray Istanbul, Fenerbahçe Istanbul oder Beşiktaş Istanbul sind, werden als „Verräter“ bezeichnet und nicht selten diskriminiert. 2011 wurde der erste offizielle Fanshop in der Innenstadt von Manisa eröffnet. Die Fans gelten als launisch, die Heimspiele sind unterschiedlich gut besucht. 2013 wurden die Fans von Manisaspor als die „schlechtesten Fans der TFF 1. Lig“ von der Manşet Gazetesi „ausgezeichnet“. Als Grund wurden anhaltende Randalen, Fanausschreitungen und der exzessive Gebrauch von Schimpfwörtern genannt.

### Freundschaften und Rivalitäten

#### Fanfreundschaften
Die engste Freundschaft unterhalten die Tarzanlar mit den Fans von Sakaryaspor, zusammen nennen sie sich Manisakarya. Die Freundschaft nahm in den letzten Jahren jedoch ab, da Sakaryaspor mittlerweile nicht mehr in einer Liga mit Manisaspor spielt. Eine ebenfalls gute Beziehung hat man zu den Fans von Göztepe Izmir, dessen Ultras sich Yalı nennen. Diese entstand aufgrund der Rivalität mit Karşıyaka SK, welcher auch größter Rivale von Göztepe ist. Eine lose Freundschaft besteht auch mit den Fans von Gaziantepspor, die aber nicht streng gepflegt wird.

#### Rivalitäten
Als größter Rivale gilt der aus Izmir stammende Verein Karşıyaka SK. Spiele zwischen beiden Vereinen verlaufen oft äußerst hitzig und brisant, es kommt nicht selten zu Ausschreitungen. Weiterhin besteht eine weniger intensive Rivalität zu Denizlispor, welche wie Manisaspor, der Ägäisregion angehören. Ein ambivalentes Verhältnis hat man zu den Fans von Akhisar Belediyespor. Manche Fans sehen in Akhisarspor aufgrund der Nähe beider Städte zueinander einen Rivalen. Kritisiert wird außerdem, dass heutige Fans von Akhisarspor früher, als Akhisar noch im Amateurbereich Fußball gespielt hat, zu Manisaspor hielten. Andere sehen in Akhisar den „Bruderverein“, da Akhisar ein Stadtteil von Manisa ist.

## Stadion
Das Manisa 19 Mayıs Stadı bot beim Aufstieg in die erste Liga nur Platz für 6.500 Zuschauer. Somit stellte die Kapazität den Verein vor ein großes Problem, welches mit dem Bau eines neuen Stadions mit 22.500 Plätzen gelöst werden sollte. Jedoch wurden dieser Plan kurzfristig verworfen. Heute bietet es 14.647 Sitzplätze.

## Erfolge
- Meisterschaft der TFF 1. Lig: 2008/09
- Vizemeisterschaft der TFF 1. Lig: 2004/05
- Aufstieg in die Süper Lig: 2004/05, 2008/09
- Meisterschaft der TFF 2. Lig: 1984/85, 1994/95, 2001/02, 2015/16
- Aufstieg in die TFF 1. Lig: 1980/81, 1984/85, 1992/93, 1994/95, 2001/02, 2015/16
- Halbfinalist im Türkischen Pokal: 2009/2010

## Ligazugehörigkeit
- 1. Liga: 2005–2008, 2009–2012

- 2. Liga: 1964–1978, 1980–1983, 1985–1986, 1992–1993, 1994–1995, 2002–2005, 2008–2009, 2012–2015, 2016–2018

- 3. Liga: 1978–1980, 1983–1985, 1986–1992, 1993–1994, 1995–2002, 2015–2016, 2018–2019

## Rekordspieler
| Rang                 | Name                | Einsätze | Zeitraum  |
| -------------------- | ------------------- | -------- | --------- |
| 01.                  | Nizamettin Çalışkan | 98       | 2006–2012 |
| 02.                  | İlker Avcıbay       | 90       | 2009–2012 |
| 03.                  | Isaac Promise       | 88       | 2009–2012 |
| 04.                  | Yiğit İncedemir     | 84       | 2009–2012 |
| 05.                  | Josh Simpson        | 78       | 2009–2012 |
| 06.                  | Selçuk İnan         | 75       | 2005–2008 |
| 07.                  | Oumar Kalabane      | 74       | 2006–2011 |
| 08.                  | Mehmet Güven        | 69       | 2009–2012 |
| 08.                  | Uğur İnceman        | 69       | 2005–2008 |
| 08.                  | Burak Özsaraç       | 69       | 2006–2011 |
| 09.                  | Filip Hološko       | 65       | 2005–2008 |
| 09.                  | Metin Akan          | 65       | 2006–2008 |
| 09.                  | Jimmy Dixon         | 65       | 2009–2012 |
| 10.                  | Hakan Balta         | 64       | 2005–2008 |
| Stand: 14. März 2016 |                     |          |           |

| Rang                 | Name                   | Tor | Einsätze | Tor/Spiel |
| -------------------- | ---------------------- | --- | -------- | --------- |
| 01.                  | Filip Hološko          | 21  | 65       | 0,32      |
| 02.                  | Isaac Promise          | 20  | 88       | 0,23      |
| 03.                  | Josh Simpson           | 18  | 78       | 0,23      |
| 04.                  | Rafael Marques Mariano | 12  | 41       | 0,29      |
| 05.                  | Selçuk İnan            | 11  | 75       | 0,15      |
| 06.                  | Michal Meduna          | 10  | 26       | 0,38      |
| 06.                  | Kahê                   | 10  | 59       | 0,17      |
| 07.                  | Burak Yılmaz           | 9   | 16       | 0,56      |
| 07.                  | Murat Erdoğan          | 9   | 58       | 0,16      |
| 07.                  | Hakan Balta            | 9   | 64       | 0,14      |
| 08.                  | Lukáš Zelenka          | 8   | 50       | 0,16      |
| 09.                  | Sinan Kaloğlu          | 7   | 25       | 0,28      |
| 10.                  | Caner Erkin            | 5   | 39       | 0,13      |
| 10.                  | Ariza Makukula         | 5   | 39       | 0,13      |
| 10.                  | Yiğit Gökoğlan         | 5   | 63       | 0,08      |
| 10.                  | Mehmet Güven           | 5   | 69       | 0,07      |
| 10.                  | Uğur İnceman           | 5   | 69       | 0,07      |
| Stand: 14. März 2016 |                        |     |          |           |

## Bekannte ehemalige Spieler
| - Metin Akan - Jerry Akaminko - Şener Aşkaroğlu - Kenan Aslanoğlu - Bülent Ataman - Çağdaş Atan - Koray Avcı - İlker Avcıbay - Volkan Babacan - Sezer Badur - Hikmet Balioğlu - Hakan Balta 2 - Coşkun Birdal - Ümit Bozkurt - Adem Büyük - Nizamettin Çalışkan - Goran Čaušić - Süleyman Çelikyurt - Bülent Cevahir - Altay Dağdelen - Zafer Demiray - Karel D’Haene - Nicolae Dică | - Nikolaj Dimitrow - Jimmy Dixon - Tolga Doğantez - Fábio Duarte - Gökhan Emreciksin - Murat Erdoğan - Reha Erginer - Caner Erkin 2 - Bülent Ertuğrul - Benjamin Fuchs - Asror Gafurov - Şaban Genişyürek - Yiğit Gökoğlan - Ersan Gülüm - Erman Güraçar - Murat Gürbüzerol - Mehmet Güven - Filip Hološko - Selçuk İnan 2 - Yiğit İncedemir 2 - Vedat İnceefe - Uğur İnceman 1, 2 - Cenk İşler | - Maciej Iwański - Kahê - Oumar Kalabane - Sinan Kaloğlu 2 - Anıl Karaer - Timur Karagülmez - Toprak Kırtoğlu - Okan Koç - Mustafa Kocabey - Celaleddin Koçak - Ariza Makukula - Rafael Marques Mariano - Ersen Martin - Neco Martínez - Michal Meduna - Mehmet Nas - Ahmet İlhan Özek - Abdulkadir Özgen - Mümin Özkasap - Burak Özsaraç - Ferhat Öztorun - Sezer Öztürk - Faruk Pren | - Isaac Promise - Mustafa Sarp - Josh Simpson - Branimir Subašić - Cem Sultan - Taner Taşkın - Aygün Taşkıran - Hüseyin Tok - Fevzi Tuncay - Arda Turan - Varol Ürkmez - Güven Varol - Nemanja Vučićević - Ersun Yanal - Mithat Yavaş - Yaser Yıldız - Aydın Yılmaz - Burak Yılmaz - Zé António - Lukáš Zelenka |

## Ehemalige Trainer (Auswahl)
| - Naci Özkaya (November 1964 – März 1965) - Naci Özkaya (August 1965 – ? 1966) - Kamuran Soykıray (August 1971 – Mai 1972) - Yılmaz Gökdel (Juli 1976 – September 1977) - Atilla Özcan (Januar 1983 – Dezember 1983) - Atilla Özcan (August 1984 – Mai 1985) - Atilla Özcan (März 1988 – Juni 1989) - Ayfer Elmastaşoğlu (Oktober 1991 – Januar 1992) - Erkan Velioğlu (Januar 1992 – Mai 1992) - Atilla Özcan (Juni 1992 – Dezember 1992) - Mümin Özkasap (Juli 1993 – Mai 1994) - Erdinç Yavaşlı (Juni 1994 – Oktober 1994) - Coşkun Süer (Oktober 1994 – November 1994) - Mümin Özkasap (Juni 1995 – Mai 1997) - Ahmet Kayahan (Juli 1997 – November 1997) - Mustafa Ati Göksu (November 1997 – Mai 1998) - Mümin Özkasap (Juli 1998 – Mai 1999) - Mümin Özkasap (Februar 2000 – Mai 2000) - Yıldırım Uran (September 2000 – Februar 2001) - Reha Kapsal (Februar 2001 – Mai 2001) - Levent Eriş (Juni 2001 – Mai 2003) - Mustafa Denizli (Juni 2003 – Mai 2004) | - Levent Eriş (Juni 2004 – Oktober 2005) - Ersun Yanal (Oktober 2005 – März 2007) - Giray Bulak (März 2007 – Januar 2008) - Yılmaz Vural (Januar 2008 – März 2008) - Levent Eriş (März 2008 – Mai 2009) - Mesut Bakkal (Juni 2009 – Januar 2010) - Hakan Şapçı 3 (Januar 2010) - Reha Kapsal (Februar 2010 – Juni 2010) - Hakan Kutlu (Juni 2010 – September 2010) - Hikmet Karaman (September 2010 – August 2011) - Kemal Özdeş (August 2011 – Januar 2012) - Ümit Özat (Januar 2012 – Februar 2012) - Reha Erginer (März 2012 – Mai 2013) - Kemal Özdeş (August 2013 – Mai 2014) - Tahir Karapınar (Juni 2014 – Oktober 2014) - Taner Taşkın (Oktober 2014 – Mai 2016) - Mehmet Altıparmak (Mai 2016 – August 2016) - Osman Bilik 3 (August 2016) - Ünal Taşçı 3 (August 2016) - Koray Palaz 4 (September 2016) - Sait Karafırtınalar (Oktober 2016 – Oktober 2017) - Mustafa Ati Göksu (September 2018 – ) |

## Präsidenten
| - 1965–1966 Enver Cider - 1966–1968 Muammer Cider - 1968–1970 Enver Cider - 1970–1971 Mustafa Çapra - 1971–1974 Mustafa Izci - 1974–1976 Samim Bilgin - 1976–1977 Kemal Yaralı - 1977–1978 Rüştü Kelleci - 1978–1980 Ahmet Bilgili - 1980–1981 Muammer Simsir - 1981–1982 Erdinç Yumrukaya - 1982–1983 İbrahim Günaydı - 1983–1984 Vedat Ece - 1984–1985 Ali Karacasu - 1985–1986 Ömer Bulur | - 1986–1987 Halil Onultmak - 1987–1988 Ahmet Mısırçıoğlu - 1988–1989 Nejdet Özsoydaş - 1989–1990 Zafer Kahraman - 1990–1991 Cengiz Pulcuoğlu - 1991–1992 Önder Cider - 1992–1993 Zafer Kahraman - 1993–1995 Tarık Almış - 1995–1996 Oğuz Sümer - 1996–2000 Ertuğrul Aytaç - 2000–2005 Cengiz Ergün - 2005–2009 Haluk Çubukçu - 2009–2012 Kenan Yaralı - 2012–2014 Emre Hasgör - 2014–? Abdullah Mergen - seit ? Bülent Baygeldi |